# Народна защита (1886 – 1887)
„Народна защита“ е първият български военен вестник. Създаден е от поручик Иван Фичев, издаван е в периода 30 май 1886 – 4 април 1887 г.

## История
Вестник „Народна защита“ е създаден от поручик Иван Фичев, като от вестника излизат 20 броя в периода (30 май 1886 – 4 април 1887). Издател и отговорник на вестника е търновския книжовник Киро Тулешков, като се печата от печатница „Киро Тулешков“. Последните два броя са с издател и отговорник – Пану Иванов, като се печата в печатница „Пану Иванов“, която е наследник на п-ца „Киро Тулешков“. Вестникът е седмичник и се продава с годишен абонамент от 20 лв.
Броеве от 1 до 8 се издават във формат 2° (височина на хартията над 35 см), а от 9 до 20 – 4° (височина на хартията от 25 до 35 см).
Задачата на вестника е да служи за развитието на младата българска армия. Статиите включват различни военни дисциплини, нравствено възпитание, теми свързани със Сръбско-българска и Руско-турската война, както и със състава и реформите в армиите на други държави.

## Виж също
- Български военен периодичен печат